# پیساندر (ژنرال)
پیساندر (‎/paɪˈsændər, ˈpaɪˌsændər/‎ ; یونانی: Πείσανδρος) یک دریاسالار اسپارتی در طول جنگ کورنت بود. در سال ۳۹۵ پیش از میلاد، توسط برادر همسرش، پادشاه آگسیلائوس دوم، به فرماندهی ناوگان اسپارت در دریای اژه منصوب شد. پیساندر یک ژنرال نسبتاً بی تجربه بود و در اولین اقدام ناوگان اسپارتی او در نبرد کنیدوس شکست قاطعانه‌ای خورد. پیساندر در کشتی خود در جنگ جان باخت.